# Centreville-Wareham-Trinity
Centreville–Wareham–Trinity est une ville située sur l'île de Terre-Neuve dans la province de Terre-Neuve-et-Labrador au Canada au bord de la baie Bonavista. La population y était de 1 122 habitants en 2006.

## Annexe